# ベルベット・マッキンタイヤー
ベルベット・マッキンタイヤー（Velvet McIntyre、女性、1961年11月24日 - ）は、カナダの元プロレスラー。アイルランド生まれ、ブリティッシュコロンビア州バンクーバー出身。身長178cm、体重68kg。

## 来歴
高校卒業後の1980年、オレゴン州に移りサンディ・バーの下でトレーニングを積み、アイダホ州でデビュー。その翌年、地元のNWAオールスター・レスリングに入団。
1982年には全日本女子プロレスに初来日。レイラニ・カイやジュディ・マーチンとのタッグでWWWA世界タッグ王座にも挑戦した。
1983年、プリンセス・ビクトリアとのタッグで活躍し、NWAタッグ王座獲得。WWF入りを果たし、1984年にはWWF世界女子タッグ王座を獲得。
1986年、オーストラリア・クイーンズランド州でファビュラス・ムーラを破ってWWF女子王座を奪取。
WWF退団後はカナダに戻り、そこでも王座を次々と獲得。タイトルマッチでバーサ・フェイを降している。
1998年引退。

## 得意技
- ドロップキック
- マッキンタイヤーロール[5]

## タイトル
- IWC女子王座
- NWA世界女子タッグチーム王座
- WWF女子王座
- WWF女子タッグチーム王座
- CWA女子王座
- WWWA女子王座